# 约翰·唐纳利
约翰·唐纳利（英語：John Donnelly，1905年3月19日—1986年8月19日），加拿大男子赛艇运动员。他曾代表加拿大参加1928年夏季奥林匹克运动会赛艇比赛，获得男子八人单桨有舵手铜牌。